# Jackie Stiles
Jacqueline Marie Stiles, detta Jackie (Kansas City, 21 dicembre 1978), è un'ex cestista e allenatrice di pallacanestro statunitense, professionista nella WNBA.

## Carriera
È stata selezionata dalle Portland Fire al primo giro del Draft WNBA 2001 (4ª scelta assoluta).
Dall'aprile 2019 è vice-allenatore della University of Oklahoma.

## Palmarès
- WNBA Rookie of the Year Award (2001)